# Mount Athelstan
Mount Athelstan ist ein 1615 m hoher, markanter und teilweise vereister Berg auf der westantarktischen Alexander-I.-Insel. Er ragt an der Nordflanke des Trench-Gletschers aus einem Bergrücken auf, der sich von der Douglas Range nach Osten erstreckt.
Erstmals fotografiert wurde der Berg beim Transantarktisflug des US-amerikanischen Polarforschers Lincoln Ellsworth am 23. November 1935. Diese Luftaufnahmen dienten dem US-amerikanischen Geographen W. L. G. Joerg für eine erste Kartierung. Er wurde 1936 grob durch Teilnehmer der British Graham Land Expedition (1934–1937) vermessen. Der Falkland Islands Dependencies Survey nahm 1948 und 1949 eine erneute Vermessung vor. Benannt ist der Berg nach dem englischen König Æthelstan (≈894–939).